# Câmpia (okręg Sălaj)
Câmpia – wieś w Rumunii, w okręgu Sălaj, w gminie Bocșa. W 2011 roku liczyła 254 mieszkańców.